# 태풍 카눈 (2012년)
태풍 카눈(태풍 번호: 1207, JTWC 지정 번호: 08W, 국제명: KHANUN, 필리핀 기상청(PAGASA) 지정 이름: Enteng)은 2012년에 북서태평양에서 발생한 7번째 태풍이다. 태풍 카눈은 2012년 대한민국에 영향을 준 1번째 태풍이었다.

## 태풍의 진행
일본 남쪽 먼바다의 이오섬 부근에서 위치하던 열대 요란이 7월 15일 오전 3시에 열대 저기압으로 발달하면서 느린 속도로 서북서진하기 시작했다. 동시에 일본 기상청에서는 이 열대 저기압에 대해 태풍 발생 예보를 발령하기 시작했다.
7월 16일 오후 3시가 되자 일본 오키나와 동남동쪽 약 870 km 부근 해상에서 중심 기압 1002 hPa, 최대 풍속 18 m/s, 강풍 반경 150 km, 강도 '약', 크기 '소형'의 태풍으로 발달했다. 계속 발달과 함께 서북서진을 하며 아마미 제도를 통과한 태풍 카눈은 7월 18일 오전 3시에 일본 오키나와 북북서쪽 약 250 km 부근 해상에서 중심 기압 988 hPa(일본 기상청 해석 985 hPa), 최대 풍속 25 m/s, 강풍 반경 250 km, 강도 '중', 크기 '소형'의 태풍으로 더욱 발달했다. 이 때부터 약간씩 진로를 틀어 제주도를 향해 북진하기 시작했고, 같은 날 오후가 되자 태풍 카눈은 쇠약기에 접어들어 중심 기압 990 hPa의 약한 태풍이 되었다.
이후 태풍 카눈은 조금씩 약화되면서, 오후 7시 30분 무렵에는 제주 고산 해안을 스쳐 지나갔으며, 자정에는 목포시 남서쪽 약 30 km 부근 해상을 지나갔다. 7월 19일 오전 6시에는 서해안에 상륙하였고, 오전 9시에 수도권을 관통, 서울특별시 동쪽 17 km 지점을 지나갔다. 7월 19일 낮 12시경 속초시 북쪽 70 km 부근 해상에서 온대 저기압으로 약화되었다.
태풍 카눈(KHANUN)은 태국에서 제출하였으며 열대과일인 바라밀(Jackfruit)을 의미한다.

### 태풍의 일생 요약
- 7월 15일 열대저기압(TD) 발생
- 7월 16일 오후 3시 열대폭풍(TS)으로 발달, 태풍 카눈으로 명명, 태풍 서북서진
- 7월 17일 태풍이 오키나와 동쪽 해상에 접근함. 중심기압 992 hPa, 최대풍속 22 m/s, 태풍 북서진
- 7월 18일 오전 3시 강한 열대폭풍(STS)으로 발달, 중심기압 988 hPa, 최대풍속 25 m/s, 태풍의 최성기
- 7월 18일 오전 9시 서귀포 남쪽 약 400 km 부근 해상 접근
- 7월 18일 오후 3시 서귀포 남남서쪽 약 170 km 부근 해상 접근, 태풍 북진
- 7월 18일 오후 6시 열대폭풍(TS)으로 격하, 태풍 쇠약기에 돌입. 중심기압 990 hPa, 최대풍속 24 m/s, 서귀포 남서쪽 약 70 km 해상 접근
- 7월 18일 오후 9시 제주 서북서쪽 약 40 km 부근 해상 통과
- 7월 19일 자정 목포 남서쪽 약 30 km 부근 해상 돌입. 중심기압 992 hPa, 최대풍속 22 m/s
- 7월 19일 오전 3시 군산 남서쪽 약 60 km 부근 해상 접근, 일본 기상청은 군산 상륙으로 해석
- 7월 19일 오전 6시 서산 남남서쪽 약 20 km 해상 접근, 태풍 북북동진
- 7월 19일 오전 7시 태안 반도 상륙
- 7월 19일 오전 8시 경기도 안산 부근 진입
- 7월 19일 오전 9시 서울 동쪽 17 km 육상 도달, 중심기압 996 hPa, 최대풍속 19 m/s, 일본 기상청, 태풍 카눈 열대저기압(TD)으로 약화
- 7월 19일 정오 대한민국 기상청, 태풍 카눈이 속초 북쪽 약 70 km 부근 해상에서 온대저기압으로 변질되었다고 발표

## 피해

### 대한민국

7월 19일 한반도 위에 있는 태풍 카눈

태풍(typhoon) 카눈이 대한민국에 상륙하기 전인 7월 18일 인천 발 마닐라 착 비행편 2개가 결항되었다. 또한 이날부터 제주시의 제주국제공항에서 이착륙하는 비행편 90개와 남해의 여러 섬을 잇는 115개의 여객선의 운행도 결항되었다. 카눈이 제주도 서쪽 해안을 따라 한반도 서부지방과 중부지방을 관통하면서 이 지역에 풍랑주의보와 호우주의보가 내려졌다. 또한 경상북도의 83세 할머니가 숨지는 사고가 발생했다.
수도권에서는 폭우가 내려 교통정체를 일으켜 통근자들이 불편을 겪었다. 7월 18일 저녁부터 7월 19일 아침까지 대한민국 남부지방, 서부지방을 강타하며 지나가 2만 6천가구의 전기 공급이 중단되었고 이는 1300만원의 재산피해액으로 이어졌다. 카눈은 전라남도 순천시에 97.5 mm, 제주특별자치도 제주시에 53.4 mm, 서울특별시에 37.5 mm의 비를 뿌렸다. 조선민주주의인민공화국에서는 황강댐의 수량을 조절하기 위해 7월 18일 남측에 방류 소식을 통보했으며 아무런 피해는 일어나지 않았다.

### 조선민주주의인민공화국
조선민주주의인민공화국에서는 강원도에서 최소 7명이 숨졌다고 보도했고 다른 지방에서 8명이 추가로 사망했다고 전했다. 또한 카눈이 650채의 집과 30개의 공공기관, 철도, 도로, 다리와 기반시설을 파괴시켜 상당한 피해를 남겼다고 보도했다. 카눈으로 인한 홍수로 3,870채의 집이 물에 잠겨 16,250명이 넘는 이재민이 발생하였다고 말했다.
7월 29일, 조선민주주의인민공화국에서는 사망자 수를 88명으로, 부상자 수를 134명으로 갑작스럽게 올렸다. 인명피해가 가장 심했던 지역은 평안남도의 2개 군이었다. 전국에서 6만 3천명의 이재민이 발생했고 3만 헥타르가 넘는 농경지가 물에 잠겨 국가 기근으로 이어질 수 있다는 우려가 나타났다. 또한 300개의 공공건물과 60개의 공장이 피해를 입었다.
7월 31일에 국제 연합 근무자가 가장 피해가 심했던 평안남도와 강원도를 방문하여 피해를 조사했다. 태풍 카눈으로 인한 피해는 후에 2012년 조선민주주의인민공화국 홍수로 이어졌다.

## 같이 보기
- 2012년 태풍
- 2012년 조선민주주의인민공화국 홍수